# Ресмекеєво
Ресмеке́єво (рос. Ресмекеево, башк. Рәсмәкәй) — присілок у складі Чекмагушівського району Башкортостану, Росія. Входить до складу Чекмагушівської сільської ради.
Населення — 95 осіб (2010; 93 у 2002).
Національний склад:
- татари — 61 %

Стара назва — Заготскот.